# Европско првенство у атлетици у дворани 1979 — бацање кугле за жене
Такмичење у бацању кугле у женској конкуренцији на 10. Европском првенству у атлетици у дворани 1979. одржано је 25. фебруара у Бечу, Аустрија.
Титулу освојену у Сан Себатијану 1978. није бранила је Хелена Фибингерова из Чехословачке.
Учествовале су само три такмичарке, што је изазвало сумњу да је то последица нових, напреднијих тестова на дроге који су најављени пре такмичења. Трећепласирана Џуди Оукс из Уједињеног Краљевства није се појавила на победичком постољу да прими своју бронзану медаљу јер је сматрала да је недостојна што ју је освојила у таквим околностима.

## Земље учеснице
Учествовале су 3 бацачице кугле две земље.
1. Источна Немачка (2)
2. Уједињено Краљевство (1)

## Рекорди
Извор:
| Рекорди пре почетка Европског првенства у дворани 1979.     | Рекорди пре почетка Европског првенства у дворани 1979. | Рекорди пре почетка Европског првенства у дворани 1979. | Рекорди пре почетка Европског првенства у дворани 1979. | Рекорди пре почетка Европског првенства у дворани 1979. | Рекорди пре почетка Европског првенства у дворани 1979. |
| ----------------------------------------------------------- | ------------------------------------------------------- | ------------------------------------------------------- | ------------------------------------------------------- | ------------------------------------------------------- | ------------------------------------------------------- |
| Светски рекорд                                              | Хелена Фибингерова                                      | Чехословачка                                            | 22,50                                                   | Јаблонец, Чехословачка                                  | 19. фебруар 1977.                                       |
| Европски рекорд                                             | Хелена Фибингерова                                      | Чехословачка                                            | 22,50                                                   | Јаблонец, Чехословачка                                  | 19. фебруар 1977.                                       |
| Рекорди европских првенстава                                | Хелена Фибингерова                                      | Чехословачка                                            | 21,46                                                   | Сан Себастијан, Шпанија                                 | 13. март 1977.                                          |
| Рекорди после завршеног Европског првенства у дворани 1979. |                                                         |                                                         |                                                         |                                                         |                                                         |
| Нових рекорда није било.                                    |                                                         |                                                         |                                                         |                                                         |                                                         |

## Резултати

### Финале
Извор:
| Пласман | Атлетичарка     | Земља                | Резултат | Белешка |
| ------- | --------------- | -------------------- | -------- | ------- |
|         | Илона Слупјанек | Источна Немачка      | 21,01    |         |
|         | Маријане Адам   | Источна Немачка      | 20,11    |         |
|         | Џуди Оукс       | Уједињено Краљевство | 15,66    |         |

## Укупни биланс медаља у бацању кугле за жене после 10. Европског првенства у дворани 1970—1979.
|    | Земља                |    |    |    |    |
| -- | -------------------- | -- | -- | -- | -- |
| 1. | Чехословачка         | 4  | 1  | 0  | 5  |
| 2. | Совјетски Савез      | 3  | 3  | 2  | 8  |
| 3. | Источна Немачка      | 2  | 5  | 4  | 11 |
| 4. | Бугарска             | 1  | 0  | 1  | 2  |
| 5. | Пољска               | 0  | 1  | 0  | 1  |
| 6. | Западна Немачка      | 0  | 0  | 2  | 2  |
| 7. | Уједињено Краљевство | 0  | 0  | 1  | 1  |
|    | Укупно {7}           | 10 | 10 | 10 | 30 |

|    | Атлетичарка        | Земља           |   |   |   |   |
| -- | ------------------ | --------------- | - | - | - | - |
| 1. | Хелена Фибингерова | Чехословачка    | 4 | 1 | 0 | 5 |
| 2. | Надежда Чижова     | Совјетски Савез | 3 | 1 | 0 | 4 |
| 3. | Маријане Адам      | Источна Немачка | 1 | 1 | 2 | 4 |
| 4. | Илона Слупјанек    | Источна Немачка | 1 | 1 | 1 | 3 |
| 5. | Иванка Христова    | Бугарска        | 1 | 0 | 1 | 2 |
| 6. | Антонина Иванова   | Совјетски Савез | 0 | 1 | 2 | 3 |
| 7. | Ева Вилмс          | Западна Немачка | 0 | 0 | 2 | 2 |